# Новчало
«Новчало» (англ. Insheeption) — эпизод 1410 (№ 205) сериала «Южный парк», премьера которого состоялась 20 октября 2010 года. Серия получила ограничение TV-MA LV.

## Сюжет
Венди считает, что Стэн болен «накопительством». Стэн это отрицает, считая это несерьёзным. Венди находит доктора, который поможет Маршу.
Доктор предлагает выкинуть любую вещь из его шкафчика, но Стэну все вещи кажутся важными, пусть даже это обычный мусор вроде пустой банки или исписанных бумаг. Кайл советует другу сходить к школьному психологу.
Однако мистер Мэки ничем не может помочь Стэну, так как сам страдает «накопительством». Доктор считает, что причиной является психологическая травма и предлагает Маршам провести пару тестов. Потом доктор приезжает на ферму к пастуху и заявляет, что тот тоже болен «накопительством» овец.
Доктор проводит тренинг с участием Стэна, Мистера Мэки и пастуха. Школьный психолог погружается в воспоминания, когда он сам учился в школе в младших классах.
Билли Томпсон и его друзья хотят проучить маленького Мэки за то, что он рассказал учительнице, что Томпсон курит. Убегая от хулиганов, Мэки прячется в кладовой, в которой каким-то образом оказывается Стэн и пастух. Из-за ярких воспоминаний Мистера Мэки их всосало в его сон. Отец Стэна решает спасти своего сына и внедряется в воспоминания школьного психолога. Но что-то пошло не так, и Рэнди превратился в бабочку.
В комнату, где проводится тест, отстреливаясь, вваливается ДиКаприо с командой специалистов по погружениям в сон. Они предлагают доктору свою помощь.
В это время Мистер Мэки со Стэном приехали на экскурсию в лес. Доктор Чиндстрем подключает к спасению пожарных, а потом обращается за помощью к Фредди Крюгеру. Мэки принял вызов хулиганов и решил драться. Во время драки прибегает команда ДиКаприо и расстреливает Томпсона и его друзей. Тут Мэки вспоминает, что причиной плохих воспоминаний были не хулиганы, а совёнок-лесовичок, который домогался до Мэки в маленькой избушке за то, что тот мусорил. Совёнок-лесовичок звереет и убивает пастуха. На помощь приходит Фредди Крюгер и выпускает кишки совёнку-лесовичку.
Мистер Мэки полностью заблокировал это воспоминание и «излечился». Стэн же отказался от дальнейших тестов и сам выбросил весь мусор из шкафчика.

## Отзывы
Tvfanatic.com оценил эпизод на 4 из 5, сказав: "Мы думаем, что эпизод был довольно удачным и фантастическим".

## Пародии
- Данный эпизод является пародией на триллер «Начало» режиссёра Кристофера Нолана, повествующий о возможностях осознанного перемещения между различными уровнями человеческого сна. В частности, команда экспертов, которую доктор Борода вызывает для спасения застрявших во сне мистера Мэки «пациентов», состоит преимущественно из главных героев фильма.
- Сцена, в которой специалисты по накопительству уговаривают Фредди Крюгера помочь им вызволить «потерпевших» из сна, является отсылкой к фильму «Люди Икс: Начало. Росомаха», в котором полковник Страйкер аналогичным образом пытается уговорить осевшего в лесах Канады Логана помочь в расследовании гибели членов Команды X.
- Фраза Картмана в начале мультфильма "чувак пенисом отбивает шарик для пинг понга и тот влетает прямо другому чуваку в рот" является отсылкой к фильму «Чудаки 3D».

## Факты
- Фредди Крюгер присутствует в эпизоде как обычный реальный человек, хотя в эпизоде «Воображляндия, эпизод II» он среди злой части вымышленных существ Воображляндии.